# McDonnell F-101 Voodoo
McDonnell F-101 Voodoo je nadzvučni lovac kojeg su koristili USAF i Kanadsko ratno zrakoplovstvo. Izvorno je bio korišten za pratnju dalekometnih bombardera, kasnije kao lovac-bombarder, a razvijena je i izvidnička inačica za foto izviđanje. Posljednji zrakoplov je povučen u Kanadi 1984. godine. 

## Dizajn i razvoj
Godine 1951. zrakoplovstvo je imalo potrebu za sposobnim zrakoplovom koji bi se koristio kao dalekometni lovac za pratnju. Izradi nacrta se posvetio dizajner Bud Flesh sa svojim timom, a kao osnova im je poslužio raniji planirani zrakoplov oznake XF-88. Svoje prijedloge su predali i Lockheed, North American, Northrop i Republic; no u svibnju 1951. McDonnell je dobio na natječaju te je prihvaćen njihov dizajn, sada po oznakom F-101 Voodoo.  Probni zrakoplov XF-88A korišten je kao platforma za ispitivanje osobina, a prvi F-101A (nisu izrađeni službeni prototipovi) je prvi put poletio 29. rujna 1954. u vojnoj zrakoplovnoj bazi Edwards. Probni pilot je bio Robert C. Little, a zrakoplov je odmah dostigao brzinu od mach 1.
Uskoro je Ratno zrakoplovstvo napustilo zahtjev da zrakoplov bude dalekometni lovac, tako da je F-101A bio proizveden kao taktički nuklearni jurišnik. Linijama je F-101A dosta nalikovao XF-88, no kad je bio prazan bio je gotovo dvostruko teži, a bio je i jedan od najvećih lovaca svog vremena. Imao je "T" rep sa sve-pokretnim površinama. Pokretala su ga dva Pratt & Whitney J57-P-13 turbo-mlazna motora koji su razvijali 52,1 kN potiska (svaki). Zrak su usisavali kroz dva usisnika koja su bila smještena u korijenu krila i malo odvojena od trupa. Kao kod većine Voodoo inačica, mogao je paraleleno nositi dva vanjska spremnika goriva od 1.705 litara ispod trupa. Naoružanje su mu činila četiri Colt M39 20 mm topa i vanjsko spojište za nuklearno oružje. Napadačkom elektronikom se upravljalo pomoću MS-7 sustava upravljanja vatrom i AN/APS-54 radarom koji je omogućavao precizno izbacivanje bomba prilikom uzdizanja zrakoplova. F-101A ima Podvozje tricikl konfiguracije s jednim kotačem na prednjem i stražnjem dijelu. Pilot je sjedio na sjedalu za katapultiranje, a poklopac kokpita se otvarao prema nazad. Dostave USaf-u su počele u svibnju 1957. s ukupno 77 F-101A zrakoplova, a većina je razmještena u Europi. Uskoro su se pokazale i neke opasne mane. Pri većim brzinama zrakoplov je često podizao nos zbog čega se i dogodilo nekoliko kobnih nesreća. Kasnije izmjene u sustavu upravljanja su tu manu pokušale ispravit, no to će ostati problem i u kasnijim Voodooima.
F-101A je nasljedio, vanjskim izgledom identčan, F-101C s 47 proizvedenih zrakoplova. Jedina veća razlika je bio pojačan trup i paralelno s tim, veća masa praznog zrakoplova. F-101A/C su služili do sredine 1960-ih kada ih je u ulozi nuklearnog jurišnika nasljedio F-4 Phantom. Tada je većina zrakoplova prerađena u izvidničku konfiguraciju. Neki su korišteni za ispitivanja motora, a dva zrakoplova je koristila i NASA za svoja istraživanja.

## Inačice i korištenje

### F-101B
Dok je još trajala proizvodnja, zrakoplovstvu je trebao novi dvosjedni presretač za sve vremenske uvjete koji bi zamijenio već zastarjelog F-89 Scorpiona. Nakon obajvljenog natječaja, Northrop je ponudio F-89 sa strijelastim krilima, North American inačicu F-100 Super Sabrea a McDonnell inačicu F-101 Voodooa. U lipnju 1954. USAF je izabrao McDonnellovu ponudu; novi zrakoplov je dobio oznaku F-101B a prvi let NF-101B prototipa je bio 27. ožujka 1957. s početkom dostave zrakoplovstvu u ožujku 1959. Najveće razlike između F-101A i F-101B su bile u prednjem dijelu trupa ugradnjom dodatnog sjedišta za operatera naoružanja u stražnjem sjedalu. F-101B su pokretali J-57-P-55 turbomlazni motori s 53,4 kN potiska. J57-P-55 su testirani i na posebnom F-101A oznake JF-101A koji je postavio novi brzinski rekord od 1.953 km/h 1957. Topovsko naoružanje je uklonjeno, a glavno oružje su činile četiri AIM-4 Falcon rakete zrak-zrak, te GAR-1 rakete s radarskim navođenjem. Procedura je bila da se lansira po jedna od ove dvije vrste raketa kako bi se povećala vjerojatnost pogotka cilja. Kasnije proizvedeni F-101B su mogli nositi i dvije nulearne rakete zrak-zrak MB-1 Genie. Do 1961. ukupno je napravljeno 479 F-101B ne računajući NF-101B prototip. Od 479 letjelica, 79 ih je imalo dvostruke kontrole a korištene su za preobuku i nosile su oznaku TF-101B; 152 F-101B su također kasnije unaprijeđeni s dvostrukim kontrolama te su uz to bili potpuno borbeno operativni. F-101F inačica je zapravo F-101B za obuku. F-101B/F su letjeli u prirodnoj metalnoj boji, no kasnije su prebojani laganom sivom zbog zaštite protiv korozije.
Od 1963. do 1966. na floti F-101B je izvršeno veliko unaprijeđenje koje je uključivalo novi infracrveni sustav potrage i praćenja, dodatak za punjenje goriva u letu itd. F-101B je bio u primarnoj službu u SAD-u tijekom 60-ih, a povlačenje iz Nacionalne Zračne Garde započinje 1971. s posljednjim povučenim zrakoplovom 1982.

#### Kanada
Jedini veliki strani korisnik Voodooa je bilo kanadsko ratno zrakoplovstvo (Royal Canadian Air Force - RCAF). Nakon prekida razvoja CF-105 Arrow presretača 1959. Kanađani su se nakon pregovora odlučili za F-101B. Tijekom 1961. i 1962. pod programom "Queens Row" Kanadi je dostavljeno 56 F-101B i 10 F-101F; svi zrakoplovi su bili bivši američki, no i relativno novi. Od naoružanja su nosili dvije Falcon i dvije Genie rakete s tim da su nuklearnim Genie raketama upravljali i kanadski i američki časnici. Zrakoplovi su u Kanadi nosili nazive CF-101B i CF-101F. 1970. 46 preživjelih zrakoplova iz prve isporuke su zamijenjeni za 56 poboljšanih F-101B i F-101F u programu "Peace Wings". Kanadski zrakoplovi su povučeni u 80-ima kada su ih zamijenili F/A-18 Horneti. No, i nakon povlačenja dva zrakoplova su ostala u službi. Jedan zrakoplov je pretovren u inačicu za elektroničko ratovanje (EF-101B) te je korišten tijekom viježbi kako bi zavaravo radare, a drugi je zadržao svoju osnovnu konfiguraciju te je bio korišten kao trener za EF-101B. Oba zrakoplova su vraćena USAF-u 1987.

### Izvidničke inačice
Godine 1953. dok se F-101A još razvija, McDonnel je primio zahtjev za razvoj fotoizvidničke inačice pod oznakom WS-105L. F-101A je modificiran tako da je uklonjeno naoružanje, nos je produžen i u njega su ugrađene četiri kamere za niskoleteće izviđanje, a iza kokpita su smještene dvije okomite kamere za izviđanje s velikih visina. Daljni razvoj je rezultirao prvim letom 10. svibnja 1956. prvog prototipa izvidnika oznake YRF-101A. Uskoro je izrađena serija od 35 RF-101A zrakoplova, a u službu su ušli u svibnju 1957. Nakon toga je u proizvodnju krenuo i RF-101C koji je imao čvršći trup te je proizvedeno 166 zrakoplova.
 RF-101A/C su odmah nakon ulaska u službu počeli postavljati brzinske rekorde na velikim udaljenostima. Često su letjeli iznad Kube izviđajući tijekom Kubanske krize 1964. RF-101C je često korišten i u jugoistočnoj Aziji od 1964. a prvi zrakoplov je oboren 21. studenog iste godine; ukupno je 31 zrakoplov izgubljen u borbi a šest ih je izgubljeno u raznim nesrećama. Iz Azije je povučen 1970. a zamijenio ga je RF-4C Phantom. Tajavan je koristio osam RF-101A zrakoplova koje je dobio od USAF-a 1959. a najvjerojatnije su korišteni za izvidničke letove iznad Kine; navodno su dva zrakoplova oborena. Svi RF-101A su povučeni do 1970. a RF-101C 1975.
Nakon povlačenja F-101A/C, većinu zrakoplova je Lockheed prilagodio u izvidničku konfiguraciju. 29 F-101A je postalo RF-101G a 31 F-101C je postalo RF-101H. Modifikacije su se uglavnom svodile na razmještaj kamera unutar nosa. Prvi RF-101G je u službu ušao 1965. u maskrinoj boji. Već do 1979. svi RF-101G/H su povučeni iz službe. Nakon povratka prvih F-101B koji su bili dostavljeni Kanadi u SAD, Ling-Temco-Vought je modificirao 22 zrakoplova u izvidnike. Ugrađene su bočne, nosne i okomite kamere, a operator na stražnjem sjedištu je pomoću okomito postavljene kamere mogao uživo pratiti stanje na tlu. Zrakoplovi su dobili oznaku RF-101B, prebojani su u maskirnu boju te su služili u 192. Taktičkoj izvidničkoj eskadrili od 1971. do 1975. kada su zamijenjeni RF-4C Phantomima. Ovi zrakoplovi su bili zamišljeni kao jeftino rješenje, no nisu ostali dugo u službi te su uskoro zamijenjeni novijim zrakoplovima.

## Sve inačice
- F-101A - prvi proizvedeni zrakoplovi, 77 napravljenih.
- NF-101A - jedan F-101A korišten za testiranje General Electric J79 motora.
- YRF-101A - dva F-101A korišteni kao prototipovi za izvidnike.

- RF-101A - prva izvidnička inačica
- F-101B - dvosjedni presretač.
- CF-101B - F-101B korišteni u Kanadi.
- RF-101B - kanadski CF-101B modificirani u izvidnike.
- TF-101B - trener s dvostrukim kontrolama, modificirani F-101B.
- EF-101B - jedan F-101B korišten u Kanadi za elektroničko ratovanje na vježbama.
- NF-101B - F-101B prototip.
- F-101C - poboljšani lovac-bombarder.
- RF-101C - izvidnička verzija F-101C.
- F-101D - predložena inačica s General Electric J79 motorima, nije zaživjela.
- F-101E - prijedlog, nije zaživio.
- F-101F - trener verzija F-101B.
- CF-101F - kanadske oznake za 20 TF-101B/F-101F s dvostrukm kontrolama.
- TF-101F - 24 F-101B s dvostrukim kontrolama, redizajnirani F-101F.
- RF-101G - 29 F-101A modificirani u izvidnike.
- RF-101H - 32 F-101C modificirani u izvidnike.

## Tehničke karakteristike (F-101B)
Osnovne karakteristike
- posada: 2
- dužina: 20,55 m
- raspon krila: 12,09 m
- površina krila: 34,2 m2
- visina: 5,49 m
- aeroprofil: NACA 65A007 mod root, 65A006 mod tip

Letne karakteristike
- najveća brzina: 1.825 km/h
- dolet: 2.450 km
- brzina penjanja: 250 m/s
- najveća visina leta: 17.800 m
- specifično opterećenje krila: 607 kg/m2
- motor: 2 × Pratt & Whitney J57-P-55

Naoružanje
- naoružanje:
- 4 x Colt M39 20 mm top
- 4 × AIM-4 Falcon
- 2 × AIM-4 Falcon i 2 × AIR-2 Genie